# Championnat d'Europe de beach soccer 2012
Navigation
2011 2013
L'Euro Beach Soccer League 2012 est la 15e édition de la plus importante compétition européenne de beach soccer.

## Répartition des équipes
| Division A | Division A |                    | Division B | Division B | Division B |
| ---------- | ---------- | ------------------ | ---------- | ---------- | ---------- |
| France     | Roumanie   | Andorre            | Angleterre | Hongrie    |            |
| Italie     | Russie     | Azerbaïdjan        | Estonie    | Norvège    |            |
| Pologne    | Espagne    | Biélorussie        | Allemagne  | Turquie    |            |
| Portugal   | Suisse     | République tchèque | Grèce      | Ukraine    |            |

## Déroulement
Les huit équipes de la division A et les douze de la division B s'affrontent au terme de quatre différentes étapes. Chaque équipe participe à deux épreuves, et les points obtenus sont cumulés dans un classement afin de déterminer les équipes qualifiées pour la super-finale. Les six meilleures équipes de la division A (y compris les vainqueurs d'étapes individuelles si besoin) se disputent le titre à La Haye du 23 au 26 août. Les quatre meilleures équipes de la division B (y compris les vainqueurs d'étapes individuelles), l'équipe hôte, les Pays-Bas, et la lanterne rouge de la division A jouent pour tenter d'accéder ou de se maintenir en division supérieure pour la saison 2013.

## Tournoi

### Phase régulière

#### Étape 1
Pour l'étape 1 qui a lieu du 8 au 10 juin à Terracina en Italie, 8 équipes de division A (réparties en deux groupes) et 4 de division B sont convoquées.
- Meilleur joueur :  Paolo Palmacci
- Meilleur buteur :  Paolo Palmacci (8 buts)
- Meilleur gardien :  Andreï Boukhlitski

##### Division A

###### Groupe 1
| Équipe   | J | G | G+ | P | Bp | Bc | +/- | Pts |
| -------- | - | - | -- | - | -- | -- | --- | --- |
| Russie   | 3 | 3 | 0  | 0 | 16 | 8  | +8  | 9   |
| Portugal | 3 | 1 | 1  | 1 | 12 | 9  | +3  | 5   |
| Espagne  | 3 | 0 | 1  | 2 | 12 | 17 | -5  | 2   |
| France   | 3 | 0 | 0  | 3 | 14 | 20 | -6  | 0   |

###### Groupe 2
| Équipe   | J | G | G+ | P | Bp | Bc | +/- | Pts |
| -------- | - | - | -- | - | -- | -- | --- | --- |
| Suisse   | 3 | 2 | 0  | 1 | 20 | 15 | +5  | 6   |
| Pologne  | 3 | 0 | 2  | 1 | 21 | 23 | -2  | 4   |
| Italie   | 3 | 1 | 0  | 2 | 16 | 13 | +3  | 3   |
| Roumanie | 3 | 1 | 0  | 2 | 12 | 18 | -6  | 3   |

##### Division B
| Équipe             | J | G | G+ | P | Bp | Bc | +/- | Pts |
| ------------------ | - | - | -- | - | -- | -- | --- | --- |
| République tchèque | 3 | 2 | 0  | 1 | 12 | 5  | +7  | 6   |
| Biélorussie        | 3 | 2 | 0  | 1 | 15 | 9  | +6  | 6   |
| Hongrie            | 3 | 2 | 0  | 1 | 15 | 17 | -2  | 6   |
| Norvège            | 3 | 0 | 0  | 3 | 9  | 20 | -11 | 0   |

#### Étape 2
L'étape 2 met aux prises quatre équipes de division A et autant de la division inférieure. Elle se déroule à Berlin du 3 au 5 août.
- Meilleur joueur :  Dmitry Shishin
- Meilleur buteur :  Dmitry Shishin (7 buts)
- Meilleur gardien :  Danila Ippolitov

##### Division A
| Équipe   | J | G | G+ | P | Bp | Bc | +/- | Pts |
| -------- | - | - | -- | - | -- | -- | --- | --- |
| Russie   | 3 | 3 | 0  | 0 | 15 | 6  | +9  | 9   |
| Roumanie | 3 | 0 | 2  | 1 | 11 | 15 | -4  | 4   |
| Italie   | 3 | 1 | 0  | 2 | 14 | 13 | +1  | 3   |
| France   | 3 | 0 | 0  | 3 | 12 | 18 | -6  | 0   |

##### Division B
| Équipe      | J | G | G+ | P | Bp | Bc | +/- | Pts |
| ----------- | - | - | -- | - | -- | -- | --- | --- |
| Allemagne   | 3 | 3 | 0  | 0 | 9  | 4  | +5  | 9   |
| Azerbaïdjan | 3 | 2 | 0  | 1 | 14 | 11 | +3  | 6   |
| Grèce       | 3 | 1 | 0  | 2 | 9  | 10 | -1  | 3   |
| Turquie     | 3 | 0 | 0  | 3 | 8  | 15 | -7  | 0   |

#### Étape 3
L'étape 3 met aux prises quatre équipes de division A et autant de la division inférieure. Elle se déroule à Torredembarra en Espagne du 17 au 19 août.
- Meilleur joueur :  Oleg Zborovskyi
- Meilleur buteur :  Oleg Zborovskyi (9 buts)
- Meilleur gardien :  Paulo Graça

##### Division A
| Équipe   | J | G | G+ | P | Bp | Bc | +/- | Pts |
| -------- | - | - | -- | - | -- | -- | --- | --- |
| Suisse   | 3 | 2 | 0  | 1 | 17 | 14 | +3  | 6   |
| Espagne  | 3 | 0 | 2  | 1 | 11 | 12 | -1  | 4   |
| Portugal | 3 | 1 | 0  | 2 | 17 | 19 | -2  | 3   |
| Pologne  | 3 | 1 | 0  | 2 | 9  | 9  | 0   | 3   |

##### Division B
| Équipe     | J | G | G+ | P | Bp | Bc | +/- | Pts |
| ---------- | - | - | -- | - | -- | -- | --- | --- |
| Ukraine    | 3 | 3 | 0  | 0 | 27 | 7  | +20 | 9   |
| Estonie    | 3 | 2 | 0  | 1 | 16 | 11 | +5  | 6   |
| Angleterre | 3 | 1 | 0  | 2 | 9  | 15 | -6  | 3   |
| Andorre    | 3 | 0 | 0  | 3 | 6  | 25 | -19 | 0   |

#### Classements
| Équipe   | J | G | G+ | P | Bp | Bc | +/- | Pts |
| -------- | - | - | -- | - | -- | -- | --- | --- |
| Russie   | 6 | 6 | 0  | 0 | 31 | 14 | +17 | 18  |
| Suisse   | 6 | 4 | 0  | 2 | 37 | 29 | +8  | 12  |
| Portugal | 6 | 2 | 1  | 3 | 29 | 28 | +1  | 8   |
| Pologne  | 6 | 1 | 2  | 3 | 30 | 32 | -2  | 7   |
| Roumanie | 6 | 1 | 2  | 3 | 23 | 33 | -10 | 7   |
| Italie   | 6 | 2 | 0  | 4 | 30 | 26 | +4  | 6   |
| Espagne  | 6 | 0 | 3  | 3 | 23 | 29 | -6  | 6   |
| France   | 6 | 0 | 0  | 6 | 26 | 38 | -12 | 0   |

| Qualifié grâce à une victoire d'étape | Qualifié grâce au classement final | Reversé en finale de promotion |

| Équipe             | J | G | G+ | P | Bp | Bc | +/- | Pts |
| ------------------ | - | - | -- | - | -- | -- | --- | --- |
| Ukraine            | 3 | 3 | 0  | 0 | 27 | 7  | +20 | 9   |
| Allemagne          | 3 | 3 | 0  | 0 | 9  | 4  | +5  | 9   |
| République tchèque | 3 | 2 | 0  | 1 | 12 | 5  | +7  | 6   |
| Biélorussie        | 3 | 2 | 0  | 1 | 15 | 9  | +6  | 6   |
| Estonie            | 3 | 2 | 0  | 1 | 16 | 11 | +5  | 6   |
| Azerbaïdjan        | 3 | 2 | 0  | 1 | 14 | 11 | +3  | 6   |
| Hongrie            | 3 | 2 | 0  | 1 | 15 | 17 | -2  | 6   |
| Grèce              | 3 | 1 | 0  | 2 | 9  | 10 | -1  | 3   |
| Angleterre         | 3 | 1 | 0  | 2 | 9  | 15 | -6  | 3   |
| Turquie            | 3 | 0 | 0  | 3 | 8  | 15 | -7  | 0   |
| Norvège            | 3 | 0 | 0  | 3 | 9  | 20 | -11 | 0   |
| Andorre            | 3 | 0 | 0  | 3 | 6  | 25 | -19 | 0   |

| Qualifié grâce à une victoire d'étape | Qualifié grâce au classement final |

### Superfinale
La Super-finale se déroule sur la plade de La Haye (Pays-Bas), dans le quartier de Scheveningen, du 23 au 26 août. De ce fait, l'équipe des Pays-Bas est automatiquement qualifiée et prend part à la finale de promotion.
| Super-finale | Super-finale |          | Finale de promotion | Finale de promotion |
| Groupe 1     | Groupe 2     | Groupe 3 | Groupe 4            |                     |
| ------------ | ------------ | -------- | ------------------- | ------------------- |
| Russie       | Pologne      | Pays-Bas | Allemagne           |                     |
| Suisse       | Roumanie     | France   | République tchèque  |                     |
| Portugal     | Italie       | Ukraine  | Biélorussie         |                     |

#### Division A

##### Phase de groupe
| Équipe  | J | G | G+ | P | Bp | Bc | +/- | Pts |
| ------- | - | - | -- | - | -- | -- | --- | --- |
| Russie  | 2 | 2 | 0  | 0 | 13 | 6  | +7  | 6   |
| Italie  | 2 | 1 | 0  | 1 | 9  | 7  | +2  | 3   |
| Pologne | 2 | 0 | 0  | 2 | 3  | 12 | -9  | 0   |

| Équipe   | J | G | G+ | P | Bp | Bc | +/- | Pts |
| -------- | - | - | -- | - | -- | -- | --- | --- |
| Suisse   | 2 | 2 | 0  | 0 | 14 | 5  | +9  | 6   |
| Roumanie | 2 | 1 | 0  | 1 | 7  | 11 | -4  | 3   |
| Portugal | 2 | 0 | 0  | 2 | 7  | 12 | -5  | 0   |

##### Matchs de classement
| 5e place           | Pologne           | 2 - 9 | Portugal | Scheveningen, La Haye |  |
| 26 août 2012 12:15 | D. Baran 13e, 36e |       | 4e R. Coimbra · 10e C. Delgado · 13e L. Vaz · 13e Marinho · 16e Madjer · 16e, 18e J. Maria · 31e, 32e B. Novo |                       |  |

| Finale             | Russie                                             | 5 - 6 | Suisse                                                                | Scheveningen, La Haye |  |
| 26 août 2012 16:00 | Leonov 1re, 22e · Shishin 4e, 23e · A. Makarov 34e |       | 3e, 23e D. Stankovic · 10e, 28e P. Borer · 24e M. Jaeggy · 29e S. Leu |                       |  |

##### Classement final et récompenses
| Place | Équipe   |
| ----- | -------- |
| 1     | Suisse   |
| 2     | Russie   |
| 3     | Italie   |
| 4     | Roumanie |
| 5     | Portugal |
| 6     | Pologne  |

- Meilleur joueur :  Dmitry Shishin
- Meilleur buteur :  Dejan Stankovic (7 buts)
- Meilleur gardien :  Valentin Jaeggy

#### Division B

##### Phase de groupe
| Équipe      | J | G | G+ | P | Bp | Bc | +/- | Pts |
| ----------- | - | - | -- | - | -- | -- | --- | --- |
| Biélorussie | 2 | 1 | 0  | 1 | 6  | 5  | +1  | 3   |
| Pays-Bas    | 2 | 1 | 0  | 1 | 7  | 7  | 0   | 3   |
| Allemagne   | 2 | 1 | 0  | 1 | 6  | 7  | -1  | 3   |

| Équipe             | J | G | G+ | P | Bp | Bc | +/- | Pts |
| ------------------ | - | - | -- | - | -- | -- | --- | --- |
| Ukraine            | 2 | 2 | 0  | 0 | 8  | 3  | +5  | 6   |
| France             | 2 | 1 | 0  | 1 | 7  | 9  | -2  | 3   |
| République tchèque | 2 | 0 | 0  | 2 | 4  | 7  | -3  | 0   |

##### Matchs de classement
| 5e place          | République tchèque                       | 3 - 8 | Allemagne | Scheveningen, La Haye |  |
| 26 août 2012 9:45 | J. Toman 4e · M. Chalupa 5e · Mandik 27e |       | 12e, 18e F. Goller · 13e, 36e D. Castelli · 15e A. Sokolowski · 27e S. Ullrich · 35e A. Kniller · 36e C. Thürk |                       |  |

| 3e place           | France                                               | 4 - 7 | Pays-Bas                                                                                  | Scheveningen, La Haye |  |
| 26 août 2012 14:45 | J. Basquaise 16e, 32e · F. Marques 8e · F. Gnepo 21e |       | 2e, 16e E. van Rooijen · 30e, 33e M. van Gessel · 3e P. Tosch · 18e P. Ax · 30e L. Koswal |                       |  |

| Finale de promotion | Ukraine                  | 1 - 1 a. p.       | Biélorussie              | Scheveningen, La Haye |  |
| 26 août 2012 11:00  | O. Zborovskyi 9e         |                   | 25e I. Bryshtsel         |                       |  |
| 26 août 2012 11:00  | O. Korniychu · I. Borsuk | Tirs au but 2 - 1 | I. Bryshtsel · E. Haiduk |                       |  |

##### Classement final
| Place | Équipe             |
| ----- | ------------------ |
| 1     | Ukraine            |
| 2     | Biélorussie        |
| 3     | Pays-Bas           |
| 4     | France             |
| 5     | Allemagne          |
| 6     | République tchèque |

La France est reléguée en division B et l'Ukraine promue en Division A pour la saison 2013.